# Túnel Curvo
El Túnel Curvo se encuentra ubicado en Chile, Región de Coquimbo, Choapa, Los Vilos. Conecta la zona centro con la zona norte del país. Específicamente Salamanca, Illapel y los Vilos. Como dice su nombre, este túnel se caracteriza por ser curvo, pero también corto y estrecho, sólo dejando pasar un auto a la vez. Data desde 1910 y tiene 212 m de largo.

## Historia
Tras haber finalizado y triunfado en la guerra del Pacífico se empezaron a anexar territorios al Norte de nuestro País, hecho que generó un gran problema. Se necesitaba asegurar el traslado rápido y seguro a estas nuevas zonas, pero la vía marítima no era capaz de cumplir con tales objetivos. A partir de esta nueva necesidad es que se impulsó el proyecto de crear un ferrocarril que uniera la zona norte con la zona centro del país. 
Sin embargo, el tránsito militar no fue su único fin, sino que también fue explotada de manera comercial, especialmente el área de la minería y la agricultura, esta última necesitaba sacar sus productos desde los valles interiores hacia puertos y resto de Chile, por lo que en busca de solucionar el problema el expresidente José Manuel Balmaceda ordenó impulsar los tramos que irían desde los Vilos hasta los poblados interiores de Illapel y Salamanca. El término de esta obra tardó más de lo que se había calculado, ya que la empresa que lo estaba construyendo lo dejó sin terminar, fue entonces que la Dirección General de Obras Públicas intervino y se encargó de su finalización. 
La creación de este ferrocarril nos entregó grandes oportunidades comerciales, comunicaciones, industriales y administrativas para Chile. En el ámbito comunicacional, se abrió paso a la integración nacional, pues el alambrado del telegráfico avanzó junto a la línea férrea. 
De esta red destacaban el puente de dos tramos sobre el río Conchalí, el puente sobre el río Choapa y otro sobre el río Illapel.

## Arquitectura y Aspectos Constructivos
| Dimensiones                 | Dimensiones |
| --------------------------- | ----------- |
| Km                          | 153,328     |
| Largo                       | 210 metros  |
| Altitud                     | 5,40 metros |
| Ancho                       | 4,10 m      |
| Referencia:(Vassallo, 1943) |             |

Para su construcción se utilizó principalmente la piedra, actualmente se encuentra en desuso. Paralelamente, su valor patrimonial histórico se ve incrementado por ser parte de un trazado que se diseñó siguiendo la ruta de acceso de Diego de Almagro en su ingreso a Chile. 
El túnel curvo data de 1910, tiene 212 metros de largo (según dirección de vialidad), posee una amplitud entrada Norte de 3,9 metros y una amplitud en su entrada Sur de 3,9 metros.
Según el Decreto Supremo n.º 127, del 23 de marzo del 2011 es considerado un Monumento Nacional. 
El túnel curvo, junto a otros 3 túneles denominados Las palmas, Recto y Las Astas fueron concebidas como una alternativa de transporte de carga, de bienes de insumos para la exportación agrícola del sector interior del país y como una alternativa de desplazamiento logístico de soldados y herramientas desde 1910. 
Uno de los factores que complicó a los ingenieros de la época fue la pendiente del sector..La obra no cumplió con los plazos propuestos para su finalización, debido a que la empresa encargada de su construcción dejó la obra sin terminar, debido a esto la culminación del túnel demoró más de lo planeado.
Al analizar las características topográficas y geomorfológicas de los cordones rocosos donde se ubica el túnel, respecto a variantes a través de cuestas o consolidación de túneles nuevos se concluyó que es posible desarrollar un trazado superficial alternativo que evite el paso a través del túnel actual, manteniendo el estándar de la ruta, además no existen condiciones para la generación de un túnel paralelo al existente.

## Vías Férreas y Conectividad
El triunfo de Chile en la guerra del Pacífico permitió la incorporación de amplios territorios hacia el Norte, y esto mismo trajo consigo la necesidad de tener una conexión hacia las nuevas zonas. Las circunstancias de ese entonces dieron paso a impulsar un proyecto de construcción de un ferrocarril que uniera el norte con el centro del país. 
El 20 de enero de 1888, el presidente José Manuel Balmaceda autorizó la licitación de los tramos ferroviarios entre:
- La Calera, La Ligua y Cabildo
- Salamanca, Illapel y Los Vilos
- Ovalle y San Marcos
- Vallenar y Huasco

Las obras fueron dadas a la empresa “North and South American Construction Company”, la cual dejó a medias la finalización del trabajo, a consecuencia de esto la construcción y finalización de los distintos ferrocarriles se retrasó más de lo que se había planeado en un principio. 
La demora en la construcción de este ferrocarril, se debió a que caminos construidos en un principio para el transporte de los productos mineros entre los yacimientos y las plantas procesadoras, contaban con distintos atajos. Por otra parte, la demora también se generó por la falta de fondos, ya que, lo recaudado por los derechos salitreros nortinos, se enviaba a financiar la construcción del ferrocarril de la red Sur. 
Ya comenzado el siglo XX, la Red Longitudinal Norte no era más que un conjunto de líneas aisladas, algunas empresas privadas y otras de carácter público. Sin embargo, este ferrocarril significó grandes ventajas y facilidades para el comercio, la comunicación, la industria y la administración en Chile. La comunicación dio un gran paso en la integración nacional, pues el alambrado del servicio telegráfico avanzó de forma paralela a la vía férrea.